# Villiers-le-Bel
Villiers-le-Bel egy község Franciaországban. Lakosainak száma 29 238 fő (2022. január 1.).

## Földrajza
Villiers-le-Bel Le Plessis-Gassot, Écouen, Sarcelles, Arnouville-lès-Gonesse, Gonesse és Bouqueval községekkel határos.

## A város híres szülöttei
- Marie-Laure Delie francia női válogatott labdarúgó
- Gaël N’Lundulu labdarúgó